# Masatopes
Masatopes is een kevergeslacht uit de familie van de boktorren (Cerambycidae). De wetenschappelijke naam van het geslacht werd voor het eerst geldig gepubliceerd in 1959 door Breuning & Villiers.

## Soorten
Masatopes omvat de volgende soorten:
- Masatopes affinis Breuning, 1966
- Masatopes albosericeus Breuning & Villiers, 1959
- Masatopes androyanus Breuning & Villiers, 1959
- Masatopes ater Breuning & Villiers, 1959
- Masatopes bicolor Breuning & Villiers, 1959
- Masatopes catalai Breuning & Villiers, 1959
- Masatopes curtus Breuning & Villiers, 1959
- Masatopes flavipennis Breuning, 1971
- Masatopes foveolatus Breuning & Villiers, 1959
- Masatopes milloti Breuning & Villiers, 1959
- Masatopes minimus Breuning, 1971
- Masatopes purpureipennis (Waterhouse, 1880)
- Masatopes rufipes Breuning & Villiers, 1959
- Masatopes sicardi Breuning & Villiers, 1959